# 木定
木定（1477年1月7日—1526年9月8日），字静之，号永明，纳西族名阿牙阿秋（A-ya A-ch'iu），是丽江第十三代土司，官拜丽江知府。
木定是木泰的长子。1503年，继承土司之位，并于翌年正式接受明朝的册封。1508年，征服你那的从仲、天龙两村。1510年遣使向明朝朝贡，被册封为中宪大夫（一说为中顺大夫）、丽江知府，陶目、索立、大香甸等寨纷纷归附。1513年征服鼠罗各寨，1516年，征服中甸的干那瓦寨。1519年，征服你那的阿陶寨。1521年，征服永宁的麻瓦、鼠罗的香各瓦等寨。

## 家族
- 父：木泰
- 母：阿室卷（阿室善贵）

- 妻：
  - 正室：恭人阿室香（高氏延寿妙香，北胜州知州高氏之女）
  - 继室：恭人阿室井（高氏延寿）

- 子：
  - 木公（阿秋阿公，阿室香所生）
  - 木山（阿室香所生）
  - 木琮（阿室香所生）
  - 木茂（阿秋阿木，阿室井所生）
  - 木林（阿秋阿苴，阿室井所生）
  - 木金（阿秋阿戟，阿室井所生）
  - 木聪（阿秋阿从，阿室井所生，早卒）
- 女：
  - 木氏先（嫁蒙化知府左祯）
  - 木氏禄（阿鲁，嫁永宁知府阿挥）
  - 木氏强（嫁鹤庆千户高鼎）
  - 木氏（嫁北胜州府同高崙）
  - 木氏（嫁邓川知州阿国祯）

## 脚注
1. ↑  《木氏宦谱》作中宪大夫，《皇明恩纶录》作中顺大夫。